# مانويل إسترادا كابريرا
مانويل خوسيه استرادا كابريرا (بالإسبانية: Manuel José Estrada Cabrera)‏ (21 نوفمبر 1857 - 24 سبتمبر 1924) كان رئيس غواتيمالا من 1898 إلى 1920. وكان محام مع أي خلفية عسكرية ورئيسا، كان حاكم قوي، الذين تحديث الصناعة في البلاد، والنقل، ولكن فقط . منح الامتيازات لشركة الفواكه المتحدة المملوكة الأمريكية، التي نفوذ على الحكومة ورأى العديد من المراقبين أن الإفراط. تستخدم استرادا كابريرا أساليب وحشية على نحو متزايد لتأكيد سلطته، بما في ذلك المسلح ضربة كسر، وكانت تراقب الانتخابات العامة على نحو فعال من قبله. احتفظ السلطة لمدة 22 عاما من خلال الانتخابات التي تسيطر عليها في عام 1904، 1910، و 1916، وتمت إزالتة نهاية المطاف من منصبه عندما أعلنت الجمعية الوطنية انه غير مؤهل عقليا، وقد حكم عليه بالسجن بتهمة الفساد.

## روابط خارجية
- مانويل إسترادا كابريرا على موقع الموسوعة البريطانية (الإنجليزية)